# Ушаков, Сергей Николаевич (генерал)
Сергей Николаевич Ушаков (1776, Потыкино, Московская губерния — 23 февраля 1814, Краон) — русский командир эпохи наполеоновских войн, генерал-майор. Брат генерала П. Н. Ушакова.

## Биография
Сергей Ушаков родился в 1776 году в селе Потыкино Ярославской провинции в дворянской семье прокурора Военной коллегии Николая Ивановича Ушакова и Екатерины Васильевны Теляковской. Внучатый племянник Ф. Ф. Ушакова.
В 1790 году записан вахмистром в л.-гв. Конный полк. Через 9 лет получил чин корнета. В 1800 году произведён в поручики, в 1802-м — в штабс-ротмистры, в 1803-м — в ротмистры.
26 мая 1804 года получил эполеты полковника в Кавалергардском полку. Во время австр. кампании 1805 командовал 3-м эскадроном этого полка, в Аустерлицком сражении спас окружённую неприятелем гв. конную батарею. В 1807 году, командуя тем же эскадроном, участвовал в баталиях под Гейльсбергом и Фридландом.
С 10 мая 1812 года — шеф Курляндского драгунского полка.

Принимал участие в Отечественной войне 1812 года. Сражался под Смоленском, Островно и Бородино. Награждён орденом Святого Георгия 4-го класса 23 декабря 1812 года: 
В воздаяние ревностной службы и отличия, оказанного в сражении против французских войск 1812 года августа 26 при Бородине, где выдержал с полком во все время сражения жесточайший неприятельский огонь и сделал весьма удачную атаку на неприятельскую конницу, подавая пример подчиненным своею храбростию и неустрашимостию.
 За Тарутинский бой произведён 16 декабря 1812 года в генерал-майоры. Командуя Курляндским и Сибирским драгунскими полками, отличился в делах под Вязьмой и Дорогобужем. Под Красным разгромил колонну неприятеля и взял в плен 300 человек (за что награждён орден Св. Георгия 3-го кл.).
Отличился и в заграничном походе русской армии. В кампанию 1813 года командовал бригадой при занятии Варшавы, отличился в сражении на р. Кацбах (зол. шпага «За храбрость» с алмазами) и Лейпциге.
Сергей Николаевич Ушаков погиб 23 февраля 1814 года в сражении при Краоне, командуя атакой Курляндского драгунского полка.